# Scala INES
La scala INES o scala internazionale degli eventi nucleari e radiologici (International Nuclear and radiological Event Scale) è un parametro istituzionale  sviluppato a partire dal 1989 dall'AIEA, l'agenzia internazionale per l'energia atomica, con lo scopo di classificare incidenti nucleari e radiologici  e rendere immediatamente percepibile al pubblico ed agli Enti, in maniera univoca, la gravità di incidenti di tipo nucleare o radiologico, senza fare riferimento a dati tecnici più scientificamente precisi ma allo stesso tempo di più difficile comprensione. All'inizio si applicava solo ad eventi nelle centrali nucleari; successivamente è stata estesa anche ad eventi associati al trasporto, deposito ed impiego di materiale o sorgenti radioattive, indipendentemente dall'accadere l'evento in un impianto industriale civile o all'esterno di esso (per esempio durante il trasporto). La scala è adoperata per ambiti non-militari.
La scala INES comprende 7 livelli (più un livello 0 al di sotto della scala) ed è divisa in due parti: gli  incidenti (dal 4º al 7º livello) e i  guasti (dal 1º al 3º). Il livello 0 è catalogato come una  deviazione. È una scala logaritmica ed il passaggio da un livello all'altro significa pertanto un aumento di danni di circa dieci volte.
Nella traduzione inglese, si noti la presenza di un falso amico, incident, che corrisponde al guasto, non all'incidente (che invece è rappresentato dal termine accident).

## Dettagli

La parte superiore della scala INES riguarda gli incidenti, ossia tutti gli eventi che producono danni significativi alle persone, all'ambiente o alle cose. Comprende i livelli che vanno dal 7º, che si riferisce a incidenti estremamente gravi, veri disastri nucleari, fino al 4º, per il quale le conseguenze sulle persone sono valutabili in assorbimento di dosi di radiazioni di alcuni millesimi di Sievert (mSv).
La parte inferiore riguarda i guasti ossia gli eventi che producono danni ritenuti di poco conto alle persone, all'ambiente o alle cose. Comprende i livelli che vanno dal 3º, eventi per i quali le conseguenze sulle persone sono valutabili in dosi assorbite di radiazioni piuttosto basse (decimi di mSv), fino al 1º livello, che classifica deviazioni dal normale regime di funzionamento di un impianto nucleare, con conseguenze considerate praticamente nulle per la popolazione e l'ambiente.
Infine il livello 0 classifica eventi che non hanno alcuna rilevanza ai fini della sicurezza nucleare.
Per rendere percepibile al pubblico in maniera corretta la gravità di incidenti nucleari, la scala proposta presenta un andamento logaritmico piuttosto che lineare.  Questo significa che in realtà il rapporto tra le gravità di due eventi separati ad esempio da 3 livelli, deve essere valutato circa 10³ = 1000 volte, e non 3 volte.

### Livello 7, incidente catastrofico
Un rilascio di materiale radioattivo di più grande entità, con effetti ampiamente diffusi sulla salute e l'ambiente, richiedendo l'attuazione di contromisure pianificate e estese.
In termini di attività, si intende in un rilascio ambientale in atmosfera radiologicamente equivalente a più di svariate decine di migliaia di TBq di iodio-131. Con un tale rilascio, sono possibili effetti calcolabili sulla salute e conseguenze ambientali a lungo termine ed è molto probabile la necessità di misure protettive della popolazione.
Solo due disastri sono stati inseriti in questa categoria.
- Disastro di Černobyl', RSS Ucraina, URSS, 1986. Fusione del nocciolo di un reattore nucleare RBMK, scarsamente protetto, esplosione (non nucleare) del reattore e rilascio di materiale radioattivo nell'ambiente.
- Disastro di Fukushima Dai-ichi (reattori 1, 2, 3) nel 2011, colpito da uno tsunami a seguito del terremoto e maremoto del Tōhoku del 2011[4]; inizialmente classificato con livello 4, dopo settimane riclassificato livello 5 e infine, a più di un mese dall'inizio dell'incidente, con livello 7.

### Livello 6, incidente grave
Un evento con significativi rilasci di materiale radioattivo, che in genere richiedono l'implementazione di contromisure pianificate.
In termini di attività, si intende in un rilascio ambientale in atmosfera radiologicamente equivalente ad un ordine di grandezza di svariate decine di migliaia di TBq di iodio-131, che probabilmente richiede azioni protettive sulla popolazione.
- Incidente di Kyštym, Majak, RSFS Russa, URSS, 1957. Guasto al sistema di raffreddamento di un deposito di ritrattamento di materiale nucleare, surriscaldamento ed esplosione (non nucleare) del deposito con rilascio in ambiente di materiale radioattivo.

### Livello 5, incidente con possibili conseguenze all'esterno dell'impianto
Rilascio limitato di materiale radioattivo che in genere richiede l'implementazione di qualche contromisura pianificata.
In termini di attività, si intende in un rilascio ambientale in atmosfera radiologicamente corrispondente a valori tra centinaia e migliaia di TBq di iodio-131. A seguito di un tale rilascio, probabilmente è richiesta una qualche azione locale di protezione.
- Incidente di Windscale, Regno Unito, 1957.
- Incidente di Three Mile Island, Stati Uniti, 1979. Danni seri al nocciolo del reattore nucleare e alle barriere di protezione radiologica.
- Incidente di Goiânia, Brasile, 1987. Contaminazione radioattiva dovuta al furto di un apparecchio per la radioterapia sottratto da un ospedale abbandonato.

### Livello 4, incidente senza conseguenze significative all'esterno dell'impianto
Incidente con impatto esterno minore, con esposizione radiologica della popolazione circostante dell'ordine dei limiti prescritti.
Danni significativi al nocciolo del reattore o alle barriere protettive.
Esposizione di un lavoratore dell'impianto con conseguenze fatali.
- Incidente a Institut national des radioéléments, Belgio, 11 marzo 2006.
- Incidente di Tokaimura, Giappone, 30 settembre 1999.
- Incidente al Centro Atómico Constituyentes, Argentina, 23 settembre 1983.
- Incidente alla centrale nucleare di Saint-Laurent, Francia, 13 marzo 1980.
- Incidente al reattore KS 150, Cecoslovacchia, 22 febbraio 1977.
- Incidente all'impianto di ritrattamento di Windscale (oggi Sellafield), Regno Unito, 1973.
- Incidente alla centrale nucleare di Saint-Laurent, Francia, 17 ottobre 1969.
- Incidente alla centrale nucleare di Lucens, Svizzera, 21 gennaio 1969
- Incidente al SL-1, Stati Uniti, 3 gennaio 1961.

### Livello 3, guasto grave
Evento con impatto esterno molto lieve, con esposizione radiologica della popolazione circostante inferiore ai limiti prescritti.
Grave contaminazione all'interno dell'impianto e/o conseguenze acute sulla salute dei lavoratori dell'impianto.
- Incidente all'impianto di Sellafield, Regno Unito, 2005.
- Incidente all'impianto di Paks, Ungheria, 2003

### Livello 2, guasto
Evento senza impatto esterno.
Significativa contaminazione all'interno dell'impianto e/o sovraesposizione dei lavoratori dell'impianto.

### Livello 1, anomalia
Anomalia che supera i livelli di sicurezza del normale regime operativo.

### Livello 0, deviazione
Evento senza conseguenze sulla sicurezza.
- incidente alla Centrale nucleare di Krško, Slovenia, 2008

## Critiche
Le obiezioni sono inerenti alla natura qualitativa e discreta della misura, progettata più come strumento di comunicazione pubblica piuttosto che come strumento di misura scientifico, e non distingue la magnitudo propria dell'evento dall'intensità dei suoi effetti visibili. In quest'ultimo aspetto differisce dalla sismologia, che utilizza la scala Mercalli e la scala Richter per valutare separatamente i due aspetti.
Per questi motivi, l'esperto di sicurezza nucleare britannico Davide Smythe, in seguito agli accadimenti di Fukushima, propose alla comunità scientifica un nuovo indicatore, definito come:
NAMS = log10(20 × R)
dove R indica la radioattività misurata in terabecquerel, calcolata come la dose equivalente di iodio-131, e soltanto all'esterno della centrale, attribuendo in altre parole un valore pari a zero a tutti gli incidenti privi di fuga radioattiva nell'ambiente circostante. L'indicatore non include la contaminazione radioattiva dei liquidi, che presenta il problema tecnico di definire un'equivalenza dal punto di vista radiologico fra isotopi differenti, anche in conseguenza della diversità di modi nei quali possono risalire attraverso la catena alimentare.